# Plebiscyt Przeglądu Sportowego 1977
Plebiscyt Przeglądu Sportowego 1977 – 43. edycja Plebiscytu „Przeglądu Sportowego” na najlepszego sportowca Polski 1977 roku.

## Charakterystyka
Redakcja dziennika sportowego „Przegląd Sportowy” po raz 43. zorganizowała wybór polskiego sportowca, który zdaniem głosujących był najlepszym tzn. jego dokonanie i wynik oceniono najwyżej w 1977 (mistrzostwo świata, mistrzostwo Europy, pobicie rekordu świata czy Europy). Wstępnie redakcja dokonała selekcji i wytypowała listę sportowców na których można było oddać głos, która została następnie poszerzona przez głosujących do 58 osób. Ogółem na plebiscyt wpłynęło, znacznie mniej niż w roku poprzednim, bo nieco ponad 55 tys. kuponów (również od głosujących z zagranicy). Na balu mistrzów sportu 7 stycznia 1978 tradycyjnie w salach hotelu Europejskiego w Warszawie odbyło się oficjalne ogłoszenie wyników i wręczenie nagród.

## Wyniki
Pierwsze miejsce zdobył Janusz Pyciak-Peciak, który w październiku 1977 zdobył dwa złote medale (indywidualnie i drużynowo) na rozgrywanych w San Antonio (Stany Zjednoczone) mistrzostwach świata w pięcioboju nowoczesnym. Drugie miejsce przypadło Irenie Szewińskiej, kapitanowi zwycięskiej, kobiecej drużyny Europy, na rozgrywanym we wrześniu w Düsseldorfie (RFN) po raz pierwszy Pucharze Świata drużyn lekkoatletycznych (ponadto Szewińska wygrała biegi na (200 i 400) m oraz była druga w sztafecie 4 × 400 m). Na listach klasyfikacyjnych IAAF sezonu 1977 w biegach na (200 i 400) m zajęła pierwsze miejsca. Natomiast trzecie miejsce zdobył Władysław Kozakiewicz, złoty medalista 8. halowych mistrzostw Europy w lekkoatletyce, w San Sebastián (Hiszpania), w skoku o tyczce. Ponadto zwyciężył w skoku o tyczce podczas sierpniowych finałów drużynowego Pucharu Europy w lekkoatletyce, w Helsinkach oraz był drugi w skoku o tyczce w 1. Pucharze Świata drużyn lekkoatletycznych, reprezentując barwy Europy w Düsseldorfie.  
| Wyniki plebiscytu na najlepszego sportowca Polski w 1977 roku |                       |                           |                      |                |
| Miejsce                                                       | Sportowiec            | Klub sportowy             | Dyscyplina           | Liczba punktów |
| 1.                                                            | Janusz Pyciak-Peciak  | CWKS Legia Warszawa       | pięciobój nowoczesny | 528 392        |
| 2.                                                            | Irena Szewińska       | KS Polonia Warszawa       | lekkoatletyka        | 448 926        |
| 3.                                                            | Władysław Kozakiewicz | Bałtyk Gdynia             | lekkoatletyka        | 433 155        |
| 4.                                                            | Henryk Średnicki      | GKS Jastrzębie            | boks                 | 281 394        |
| 5.                                                            | Grzegorz Lato         | Stal Mielec               | piłka nożna          | 224 785        |
| 6.                                                            | Wojciech Fibak        | Olimpia Poznań            | tenis                | 146 529        |
| 7.                                                            | Ryszard Podlas        | WKS Śląsk Wrocław         | lekkoatletyka        | 99 448         |
| 8.                                                            | Władysław Stecyk      | Grunwald Poznań           | zapasy               | 95 874         |
| 9.                                                            | Kazimierz Deyna       | CWKS Legia Warszawa       | piłka nożna          | 95 294         |
| 10.                                                           | Jadwiga Wilejto       | Obuwnik Prudnik           | łucznictwo           | 94 987         |
| 11.                                                           | Ryszard Oborski       | KS Posnania Poznań        | kajakarstwo          |                |
| 12.                                                           | Adela Dankowska       | Centrum Szybowcowe Leszno | szybownictwo         |                |
| 13.                                                           | Adam Adamczyk         | Gwardia Warszawa          | judo                 |                |
| 14.                                                           | Sobiesław Zasada      | Automobilklub Krakowski   | sport samochodowy    |                |
| 15.                                                           | Grażyna Rabsztyn      | Gwardia Warszawa          | lekkoatletyka        |                |
| 16.                                                           | Grzegorz Śledziewski  | Stoczniowiec Gdańsk       | kajakarstwo          |                |
| 17.                                                           | Wiesław Gawłowski     | Płomień Milowice          | siatkówka            |                |
| 18.                                                           | Sławomir Rotkiewicz   | CWKS Legia Warszawa       | pięciobój nowoczesny |                |
| 19.                                                           | Włodzimierz Lubański  | KSC Lokeren               | piłka nożna          |                |
| 20.                                                           | Edward Jancarz        | Stal Gorzów Wielkopolski  | żużel                |                |

Ponadto przyznano tytuł dla najlepszego trenera roku:
- Tytuł najlepszego trenera 1977 roku – Krystyna Babirecka, Bolesław Bogdan, Zbigniew Katner i Zbigniew Kuciewicz (za zdobycie złotych medali indywidualnie i drużynowo przez polskich pięcioboistów nowoczesnych w mistrzostwach świata w San Antonio)